# U-534
 U-534  — немецкая подводная лодка типа IXC/40, времён Второй мировой войны. 
Заказ на постройку субмарины был отдан 10 апреля 1941 года. Лодка была заложена на верфи судостроительной компании «Дойче Верфт АГ» в Гамбурге 20 февраля 1942 года под строительным номером 352, спущена на воду 23 сентября 1942 года, 23 декабря 1942 года под командованием оберлейтенанта Герберта Ноллау вошла в состав учебной 4-й флотилии. 1 июня 1943 года вошла в состав 2-й флотилии. 1 ноября 1944 года вошла в состав 33-й флотилии. Лодка совершила 3 боевых похода, успехов не добилась. 5 мая 1945 года лодка под командованием капитана-лейтенанта Герберта Ноллау вышла из Копенгагена и  была потоплена в проливе Каттегат, в районе с координатами 56°39′ с. ш. 11°48′ в. д. глубинными бомбами с британского самолёта типа «Либерейтор», по которому, несмотря на действовавший на тот момент режим прекращения огня, был открыт огонь. 3 члена экипажа погибли, 49 спаслись.
В 1993 году лодка была поднята и отправлена на металлолом, однако её выкупило общество сохранения кораблей (Warship Preservation Trust), после чего лодка была перевезена в Англию и экспонировалась в музее в Биркенхеде под Ливерпулем. В 2007 году субмарина была выкуплена компанией Merseytravel для использования в качестве туристического аттракциона. Для удобства посетителей лодку разрезали на четыре части.